# اوگ اوبری
اوگ اوبری (فرانسوی: Hugues Obry‎؛ زادهٔ ۱۹ مهٔ ۱۹۷۳) شمشیرباز اهل فرانسه است.
وی همچنین برندهٔ جوایزی همچون لژیون دونور (شوالیه) شده‌است.
وی در مسابقات کشوری و بین‌المللی در مجموع برندهٔ ۱ مدال طلا، ۲ مدال نقره شده‌است.